# Who Cares? (álbum)
Who Cares? (estilizado en mayúsculas) es el cuarto álbum de estudio del músico británico Rex Orange County. Fue publicado el 11 de marzo de 2022. El álbum fue grabado en Ámsterdam en sólo 12 días. El álbum es una colaboración con el músico holandés Tim van Berkestijn, más conocido como Benny Sings, y con contribuciones hechas por el rapero estadounidense Tyler, the Creator.

## Recepción de la crítica
En Metacritic, Who Cares? obtuvo un puntaje promedio de 70 sobre 100, basado en 8 críticas, lo cual indica “críticas generalmente favorable”. David Smyth de Evening Standard escribió que “El sonido es más uniforme y coherente que los primeros álbumes de O'Connor”. Shannon Garner añadió que: “Hay algo para que todos se relacionen o se lleven de Who Cares? y ayuda a que tampoco sea tan malo para los oídos”. Ammar Kalia de The Guardian escribió que “El cuarto álbum del cantautor ofrece muchos enganchos, pero carece de la profundidad para ser verdaderamente memorable”.
Matt Collar, escribiendo para AllMusic añadió: “Who Cares? se siente como O'Connor se está acercando a su audiencia, creando canciones que logran enmarcar sus propias emociones en formas más amplias y más ampliamente identificables”. Greg Walker de Northern Transmissions añadió que: “Si te gusta la música pop que tiene suficiente sensibilidad indie para que sea fresca, te puede gustar este álbum. Rex Orange County y el álbum Who Cares? es un esfuerzo cooperativo convincente que muestra promesa para el grupo. Si solo viniste por Tyler the Creator, es probable que te quedes por el resto de este álbum pegadizo y talentoso, hecho para sonorizar tu propia caída y ascenso personal, los problemas del amor verdadero y la autoaceptación”.

## Lista de canciones
Todas las canciones escritas y compuestas por Alex "Rex Orange County" O'Connor y Benny Sings excepto «Open a Window», escrita por O'Connor, Sings y Tyler Okonma. 
| Lista de canciones de Who Cares? |                                          |          |  |
| N.º                              | Título                                   | Duración |  |
| 1.                               | «Keep It Up»                             | 3:03     |  |
| 2.                               | «Open a Window» (con Tyler, the Creator) | 3:39     |  |
| 3.                               | «Worth It»                               | 2:45     |  |
| 4.                               | «Amazing»                                | 3:29     |  |
| 5.                               | «One in a Million»                       | 3:15     |  |
| 6.                               | «If You Want It»                         | 3:07     |  |
| 7.                               | «7am»                                    | 3:19     |  |
| 8.                               | «The Shade»                              | 3:02     |  |
| 9.                               | «Making Time»                            | 1:55     |  |
| 10.                              | «Shoot Me Down»                          | 4:52     |  |
| 11.                              | «Who Cares?»                             | 2:29     |  |

## Créditos
Músicos
- Rex Orange County — voz principal y coros, arreglos, batería, glockenspiel, guitarra acústica, teclado, Mellotron, percusión, piano, productor, sintetizador
- Benny Sings – bajo eléctrico, ingeniero de audio, guitarra eléctrica, teclado, arreglos orquestales, piano, productor, coros
- Tyler, the Creator – segunda voz
- Joe MacLaren – bajo eléctrico

Personal técnico
- Joe LaPorta – masterización
- Bráulio Amado – diseño de portada
- Aidan Zamiri – fotografía
- Ben Baptie – mezclas, ingeniero de audio
- Tom Archer – asistente de mezclas

## Posicionamiento
| Gráfica (2022)                                    | Pico de posición |
| ------------------------------------------------- | ---------------- |
| Australia (ARIA Charts)                           | 2                |
| Bélgica (Flandes) (Ultratop 200 Albums)           | 95               |
| Bélgica (Valonia) (Ultratop 200 Albums)           | 193              |
| Canadá (Billboard Canadian Albums)                | 16               |
| Países Bajos (Album Top 100)                      | 77               |
| Irlanda (IRMA)                                    | 2                |
| Lituania (AGATA)                                  | 78               |
| Nueva Zelanda (Recorded Music NZ)                 | 1                |
| Escocia (Scottish Albums Chart)                   | 1                |
| España (PROMUSICAE)                               | 76               |
| Reino Unido (UK Albums Chart)                     | 1                |
| Estados Unidos (Billboard 200)                    | 5                |
| Estados Unidos (Billboard Top Alternative Albums) | 1                |
| Estados Unidos (Billboard Top Rock Albums)        | 2                |